# Walther Rosemann

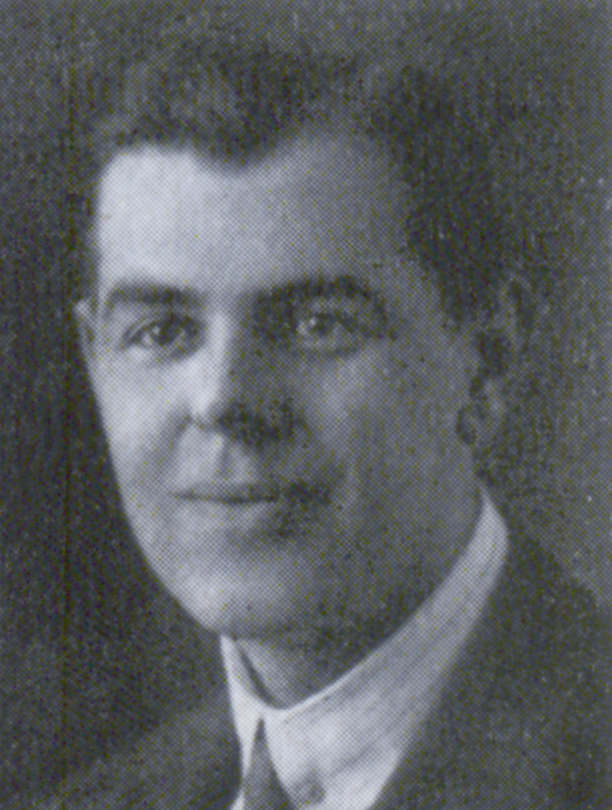
Walther Rosemann, um 1931

Walther Ernst Paul Rosemann (* 16. September 1899 in Greifswald; † 4. September 1971 in Gronau (Leine)) war ein deutscher Mathematiker. 

## Familie
Sein Vater war Rudolf Rosemann (Physiologe), seine beiden jüngeren Brüder waren Heinz Rudolf (Kunsthistoriker) und Hans-Ulrich (Physiologe). Seiner Ehe mit Hildegard Trage entstammen zwei Kinder, u. a. Harald (Ingenieur).

## Leben und Wirken
Walther Rosemann nahm am Ersten Weltkrieg von 1917 an bei der Fußartillerie teil. Ab 1919 studierte er Mathematik in Münster und dann in Göttingen bei David Hilbert und Felix Klein. 1922 wurde er mit einer Arbeit zum Axiomensystem in der ebenen Geometrie zum Dr. phil. promoviert. Von 1922 bis 1925 war er Privatassistent bei Felix Klein. Zu seinen Aufgaben gehörte es, dessen Vorlesungen über nichteuklidische Geometrie für den Druck zu bearbeiten. Von 1925 bis 1934 war er Assistent an der Technischen Hochschule Hannover, zunächst bei Georg Prange und dann bei Horst von Sanden; er habilitierte sich 1929 mit einer Arbeit über die Potentiale der Mehrleiterkabel. Die Ernennung zum außerplanmäßigen Professor erfolgte 1935 zunächst nichtbeamtet, dann 1939 beamtet auf Widerruf.
Zu Beginn des Zweiten Weltkrieges wurde er als Reserveoffizier zur Flak eingezogen und diente in Stellungen am Westwall und in Frankreich dann in Flakschulen als Ausbilder. Er war auch mit der Bearbeitung und Herausgabe von Funkmeßvorschriften (Radar) für die deutsche Flak befasst. Zuletzt war er Major und geriet bei Ende des Krieges in amerikanische Kriegsgefangenschaft, aus der er gegen Ende 1945 entlassen wurde.
Rosemann trat zum 1. Mai 1933 der NSDAP bei (Mitgliedsnummer 2.956.949). Weitere Mitgliedschaften in nationalsozialistischen Organisationen: Sturmabteilung (SA) und Nationalsozialistischer Deutscher Dozentenbund (NSDDB).
Auf Anordnung der alliierten Militärregierung wurde Walther Rosemann 1945 als außerplanmäßiger Professor entlassen. Nach Klarstellung der Sachverhalte wurde er bei der Entnazifizierung im Berufungsverfahren 1949 „als nur nominelles, einflussloses Mitglied“ in die Kategorie V eingestuft. Als ehemaliger Beamter auf Widerruf wurde er erst 1959 wieder in den Dienst an der Technischen Hochschule Hannover als außerplanmäßiger Professor übernommen. In der Zwischenzeit waren aus Untersuchungen im Bereich der Textilwirtschaft verschiedene Arbeiten mit Walther Wegener (Professor für Textiltechnik an der TH Aachen) zu Faserlängenverteilungen hervorgegangen.

## Publikationen
- Walther Rosemann: Der Aufbau der ebenen Geometrie ohne das Symmetrieaxiom. In: Mathematische Annalen. Band 90. Springer, Berlin 1923, S. 108–128.
- Felix Klein, für den Druck bearbeitet von Walther Rosemann: Vorlesungen über nicht-euklidische Geometrie (= Die Grundlehren der mathematischen Wissenschaften in Einzeldarstellungen). Springer, Berlin 1928.
- Walther Rosemann: Potentiale der Mehrleiterkabel und verwandter Anordnungen. In: Zeitschrift für angewandte Mathematik und Mechanik. Band 12, 1932, S. 79–94.
- Walther Rosemann (mit Meisel): Volumenadditivität und Radienadditivität. In: Wilhelm Biltz (Hrsg.): Raumchemie der festen Stoffe. Voss, Leipzig 1934, S. 270–281.
- Walther Rosemann: Mathematik. Hrsg.: Ferdinand Schleicher (= Taschenbuch für Bauingenieure). 1 und berichtigter Neudruck 1949 Auflage. Springer, Berlin 1943, S. 1–84.
- Walther Rosemann: Mathematik. Hrsg.: Ferdinand Schleicher (= Taschenbuch für Bauingenieure). 2. Auflage. Springer, Berlin, Göttingen, Heidelberg 1955, S. 1–156.